# 道岡桃子
道岡 桃子（みちおか ももこ）は、日本のフリーアナウンサー。兵庫県神戸市出身。ホリプロ所属。元新潟テレビ21（UX）アナウンサー。元日経CNBCキャスター。

## 人物
特技は狂言（大藏流）・日本舞踊・クラシックバレエ・モダンダンス・ピアノ・フルート・声楽。
劇団ひまわりに所属し、映画・舞台を中心に子役として活動していた。兵庫県立宝塚北高等学校演劇科卒業。同級生に宝塚歌劇団星組の夢妃杏瑠がいる。
高校時代より狂言を学び、人間国宝一家の大藏流に弟子入りしている。
学生時代は『あさパラ!』（読売テレビ）で学生リポーターとして活動。東京アナウンスセミナー（J-TAS）、オフィスCHKにてアナウンスを学ぶ。
宝塚歌劇団を目指す生徒と共に本格的にミュージカルの稽古に打ち込み、地元・関西の老人ホーム/障害者福祉施設/保育所など回り多数ミュージカルを行っていた。
立命館大学文学部心理学専攻卒業後の2011年、新潟テレビ21（UX）に入社。
2014年3月、契約期間満了にてUX退社。ホリプロ所属のフリーアナウンサーとなる。
2015年7月より日経CNBCキャスターとなる。経営者インタビュー、医療カンファレンス司会など担当。
芝居の経験を活かし、映画やドラマなどへの出演も多い。
総務省消防庁♯7119の全国展開に向けた検討部会委員。
2023年、ファンクラブ もも組 開設

## 担当番組

### 現在のレギュラー番組
- 菅下清廣のMarket World Vision（ラジオNIKKEI第1）-アシスタント
- 笑顔のデザイン（渋谷クロスFM）-メインパーソナリティ
- 道岡桃子の本が好きっ!（新刊JP）-パーソナリティ
- 辻秀一の月刊フローマインド-ナビゲーター
- ビジネスヘッドライン（日経CNBC）-キャスター

### フリー転向後
- News every.（日本テレビ）-リポーター
- ウチのガヤがすみません!（日本テレビ）
- スーパーJチャンネル（テレビ朝日）-リポーター
- ロンドンハーツ（テレビ朝日）
- 芸能人が本気で考えた!ドッキリGP（フジテレビ）
- めざせ！健康マイスター（BS-TBS）
- マチコミ（テレビ埼玉）-中継担当
- さいたま国際マラソン（テレビ埼玉）
- 住宅金融支援機構（テレビ埼玉）
- シャキット!（千葉テレビ）-シャキットInfo
- 円楽の大江戸なんでも番付（BS朝日）-ナビゲーター
- 「日経225オプション特集」（時事ドットコム）
- niconico×LIVE「参院選2016」-中継リポーター
- 生活向上エンタテインメント（BS12）
- デイリーニュース（JCOM市川・浦安）-キャスター
- 第32回南越谷阿波踊り（J:COMチャンネル）
- CSキッズステーション ミキハウスランド 2015全国ツアー-うたのおねえさん
- BUSINESS BOOK RUN（新刊JP）-パーソナリティ
- 声の架け橋（東京都中央区広報番組）-リポーター

### テレビCM
- 「アイドルマスター　シンデレラガールズ　スターライトステージ」（バンダイナムコエンターテインメント）-中居正広と共演
- アデランス
- ウェーブコーポレーション
- 新潟県　新潟県知事選挙選挙啓発キャラクター
- 第一生命　「U-29 将棋」篇
- LayerX バクラク
- アサヒビール公式チャンネル
- 永谷園　新CM　出川哲朗密着現場レポート
- 週刊新潮　2020年7月9日号書評欄「Bookwormの読書万巻」
- ミヤトウ野草研究所 　野草酵素
- ユーキャン 　テレビ用お手元スピーカー「テレビーノ」
- 太陽生命 　告知緩和型死亡保険　「3Dフリップ」編　180秒 - YouTube
- アイリスオーヤマ　パックごはん「パクパク安心国産米」篇 - YouTube　パックごはん「愛情込めた米づくり」篇 - YouTube　パックごはん「即チャージで美ボディ」篇 - YouTube　パックごはん「米じまん ストックで通じ合う心」篇 - YouTube

### 映画
- ちはやふる -結び- - 山中美穂 役
- 東京喰種 トーキョーグール【S】 - ニュースキャスター 役
- 植物図鑑 - 司会者 役
- TELL ME 〜hideと見た景色〜 - ニュースキャスター 役

### テレビドラマ
- ベビーシッター・ギン!（NHK）
- 今からあなたを脅迫します（日本テレビ）
- 新しい王様（TBS×Paravi）
- おいハンサム!! 第2話（フジテレビ）
- 24 JAPAN #23・24（テレビ朝日開局60周年記念ドラマ）-ニュースキャスター 役
- 緊急取調室（テレビ朝日） - アナウンサー 役
- 釣りバカ日誌（テレビ東京） - ニュースキャスター 役
- 記憶捜査2（テレビ東京）
- シグナル 長期未解決事件捜査班（関西テレビ）
- アバランチ（関西テレビ）
- 探偵が早すぎる（読売テレビ）
- だから殺せなかった 第3話（2022年1月23日、WOWOW）
- 約束 〜16年目の真実〜 第2話 - 第5話（2024年4月18日 - 5月9日、読売テレビ・日本テレビ） - ニュースキャスター 役[1]
- 魔物(마물) 第5話、最終話（2025年5月23日、6月13日、テレビ朝日）- ニュースキャスター 役
- 僕達はまだその星の校則を知らない 第4話（2025年8月4日、関西テレビ・フジテレビ） - ニュース番組ナレーション 役[2]

### イベント
- 新婚さんいらっしゃい! - 公開収録MC（ABC朝日放送）
- マルコメ　新商品発表会
- ベルギー大使館　新作ビール発表会
- メルカリ　チャンネル発表会
- エアークローゼット　新サービス発表会
- オーディオブックアワード　表彰式
- 17LIVE　クッキングライブMC
- パナソニックオープン　ゴルフトーナメント
- アクセンチュア　meet up
- Ray　30周年モデルトークショー
- 労済労連　30周年記念レセプション
- カブドットコム証券　株式座談会
- 日立東大ラボ　産学共創フォーラム
- ラクーア　イルミネーション点灯式
- 宮沢賢治　イーハトーブフェスティバル
- 埼玉県　ウーマンビズフェスタ
- 東京モード学園　未来創造展
- 東京都　夢のみちイベント
- 東京都　こころのチャレンジプロジェクト  アスリートトークショー
- 時事通信社JA全中「変わる日本の農業」
- 全国泌尿器学会
- 日本癌治療学会学術集会

### トークショー
- 加藤一二三
- 橋本環奈
- 蝶野正洋
- 藤岡弘、
- 三戸なつめ
- ゆうこす
- みやぞん
- はるな愛
- 畠山愛理
- 廣瀬栄理子
- 荻原健司
- 吉村真晴
- パンツェッタ・ジローラモ
- 南雲吉則

### 新潟テレビ21
- 朝だ!生です旅サラダ（ABC朝日放送） - 中継リポーター
- スーパーJチャンネル（テレビ朝日）
- ワイド!スクランブル（テレビ朝日）
- ANNニュース（テレビ朝日）
- 選挙ステーション衆議院・参議院議員選挙中継（テレビ朝日）
- 第46回 全日本大学駅伝（テレビ朝日） - リポーター
- 全国おもしろニュースグランプリ（テレビ朝日）
- ご当地グルメ探偵団4（ANN5局共同制作）
- 中部の残したい風景（ANN5局共同制作）
- まるどりっ! - 旅してちょうない。を担当
- スーパーJにいがた
- Do Do Boon! - MC
- 知っ得にいがた - MC・ナレーション
- UX News
- 全力LIVE
- アナみ〜て
- テレびより
- アナ×せん
- スポーツニッポン - 「女子アナ新戦力」
- 朝日新聞コラム（全7回掲載）

## 学生時代の活動
- 立命館大学 2007年度「キャンパス美人」
- ガクシン 「花のキャンパス」
- レンタル着物SISUI イメージキャラクター
- STYLING CURE イメージキャラクター
- 神戸コレクション リポーター
- 神戸美少女図鑑
- 映画「ひかり」（RKB毎日放送）
- TiaraGirl 「京都きもの友禅」
- Calens、Leaf、TiaraGirl 読者モデル
- ナンバ壱番館（ABC朝日放送）
- MUSIX!（テレビ東京）